# Вейверлі (Небраска)
Вейверлі (англ. Waverly) — місто (англ. city) в США, в окрузі Ланкастер штату Небраска. Населення — 4279 осіб (2020).

## Географія
Вейверлі розташоване за координатами 40°54′40″ пн. ш. 96°32′3″ зх. д. / 40.91111° пн. ш. 96.53417° зх. д. (40.911137, -96.534050).  За даними Бюро перепису населення США в 2010 році місто мало площу 6,10 км², уся площа — суходіл.

## Демографія
Згідно з переписом 2010 року, у місті мешкало 3277 осіб у 1113 домогосподарствах у складі 903 родин. Густота населення становила 537 осіб/км².  Було 1152 помешкання (189/км²).
Расовий склад населення:
| - 98,2 % — білих - 0,3 % — азіатів - 0,2 % — корінних американців - 0,2 % — чорних або афроамериканців |

До двох чи більше рас належало 0,9 %. Частка іспаномовних становила 1,4 % від усіх жителів.
За віковим діапазоном населення розподілялося таким чином: 33,4 % — особи молодші 18 років, 57,4 % — особи у віці 18—64 років, 9,2 % — особи у віці 65 років та старші. Медіана віку мешканця становила 32,8 року. На 100 осіб жіночої статі у місті припадало 101,7 чоловіків;  на 100 жінок у віці від 18 років та старших — 96,6 чоловіків також старших 18 років.
Середній дохід на одне домашнє господарство  становив 97 168 доларів США (медіана — 83 081), а середній дохід на одну сім'ю — 112 363 долари (медіана — 86 205). Медіана доходів становила 52 219 доларів для чоловіків та 39 770 доларів для жінок. За межею бідності перебувало 3,1 % осіб, у тому числі 3,0 % дітей у віці до 18 років та 2,9 % осіб у віці 65 років та старших.
Цивільне працевлаштоване населення становило 1891 осіб. Основні галузі зайнятості: освіта, охорона здоров'я та соціальна допомога — 22,2 %, роздрібна торгівля — 14,8 %, науковці, спеціалісти, менеджери — 11,5 %, будівництво — 10,3 %.